# خوسيه غوادالوبي أسبرتسا
خوسيه غوادالوبي أسبرتسا (بالإسبانية: José Guadalupe Esparza)‏ هو كاتب أغاني ومغني وملحن مكسيكي، ولد في 12 أكتوبر 1954.